# Grenade
Grenade er en hitsingle af den amerikanske sanger og sangskriver Bruno Mars. Sangen er andensinglen fra hans debutalbum Doo-Wops & Hooligans.

## Hitliste-præstationer
"Grenade" debuterede på Billboard Hot 100 i ugen den 16. oktober 2010 som nummer 81. Den klatrede op ad listen til nummer fem i ugen, der sluttede den 18. december 2010. Den 29. december toppede singlen Billboard Hot 100, hvilket gør den til Bruno Mars's tredje nummer et-single på listen, de andre er B.o.Bs Nothin' On You og Just the Way You Are. I januar 2011 blev det hans anden solo single til at nå to millioner  betalte downloads. Sangen har været nummer et på den Canadiske Hot 100, samt i New Zealand og Australien.

### Hitlister
| Hitliste (2010–11)                               | Top placering |
| ------------------------------------------------ | ------------- |
| Australien (ARIA)                                | 1             |
| Østrig (Ö3 Austria Top 40)                       | 7             |
| Belgien (Ultratop 50 Flanderen)                  | 3             |
| Belgien (Ultratop 50 Vallonien)                  | 10            |
| Canada (Canadian Hot 100)                        | 1             |
| Tjekkiet (Rádio Top 100)                         | 70            |
| Danmark (Track Top-40)                           | 1             |
| Frankrig (SNEP)                                  | 13            |
| Finland (Suomen virallinen lista)                | 4             |
| Tyskland (Official German Charts)                | 2             |
| Ungarn (Rádiós Top 40)                           | 26            |
| Irland (IRMA)                                    | 1             |
| Italien (FIMI)                                   | 8             |
| Holland (Dutch Top 40)                           | 2             |
| New Zealand (RIANZ)                              | 1             |
| Norge (VG-lista)                                 | 1             |
| Rumænien (UPFR)                                  | 45            |
| Skotland (Official Charts Company)               | 1             |
| Slovakiet (Rádio Top 100)                        | 4             |
| Spanien (PROMUSICAE)                             | 40            |
| Sverige (Sverigetopplistan)                      | 1             |
| Schweiz (Schweizer Hitparade)                    | 3             |
| UK Airplay Chart (The Official Charts Company)   | 1             |
| Storbritannien Singles (Official Charts Company) | 1             |
| USA Adult Top 40 (Billboard)                     | 13            |
| USA Billboard Hot 100                            | 1             |
| USA Mainstream Top 40 (Billboard)                | 1             |